# Cecil Bødker
Cecil Bødker (* 27. März 1927 in Fredericia; † 19. April 2020) war eine dänische Schriftstellerin.

## Ausbildung und Leben
Schon als Kind begann sie zu schreiben. Ihr Vater Hans Peter Jacobsen war Zeichner in einer Silberwarenfabrik. Sie wurde 1948 zur Silberschmiedin ausgebildet. Danach arbeitete sie als Silberschmiedin, verließ diesen Beruf jedoch zugunsten ihrer Schriftstellerei.
Die ersten Gedichte veröffentlichte sie unter dem Pseudonym „Cecil Skaar“. Ihr Debüt war die Gedichtsammlung „Luseblomster“ (deutsch Läuseblumen) im Jahr 1954. Die Gedichte fanden großen Anklang und sie etablierte sich zusammen mit den folgenden Gedichtsammlungen „Fygende heste“ (deutsch Fliegende Pferde) (1956) und „Anadyomene“ (1959) als wichtige Autorin in der mythisch orientierten Moderne der Nachkriegszeit.
Im Jahr 1967 erschien ihr erstes Jugendbuch Silas og den sorte hoppe (deutsch Silas und die schwarze Stute) und begründete die insgesamt 14-bändige Silas-Reihe um den Draufgänger Silas in einer völlig neuen Form. 1970 erschien das Buch in deutscher Übersetzung. Cecil Bødker verbringt viele Seiten damit, zu erklären, dass Silas nicht jemandes, sondern nur sein eigen ist. Schließlich sind die meisten Kinder jemandes Kind und definiert darüber, wer ihre Eltern sind, woher sie kommen oder in welche Einrichtung sie gehen, aber Silas ist wirklich nur er selbst: das Kind Silas.
Die ersten 3 Silas-Bücher wurden 1981 auf Deutsch verfilmt. Es entstand eine 6-teilige TV-Serie als Weihnachtsserie für das ZDF. Die Serie ist der Buchgeschichte im Großen und Ganzen treu, aber das Ende der letzten wurde ein wenig überarbeitet, wahrscheinlich um die Geschichte abzurunden.
Die Bildersprache in ihren Gedichten findet man auch in ihren Prosabüchern wieder. Die Novellensammlung „Øjet“ (deutsch Das Auge) von 1961 ist eins der Hauptwerke der Schriftstellerin und einige Kurzgeschichten aus der Sammlung sind zu Klassikern im Literaturunterricht an Schulen und Hochschulen geworden. Mythos und Realität werden in diesen Geschichten überraschend und wirkungsvoll miteinander verbunden, wobei Darstellungen von Menschen, die sich von ihren Emotionen und ihrer Natur entfernt haben, ein zentrales Merkmal sind. In all diesen Geschichten sieht sich der Protagonist einer Katastrophe gegenüber, die das Auge ins Rampenlicht rückt.
Mit dem Hörspiel „Latter“ (deutsch Gelächter) aus dem Jahr 1964, der Doppelkurzgeschichte „Tilstanden Harley“ (deutsch Die Zustände von Harley) von 1965 und dem Hörspielroman „Pap“ (deutsch Pappe) von 1967 wurde die modernistische Schreiblinie fortgesetzt. Mit den Hörspielen „Badekarret“ (deutsch Die Badewanne), 1965 und „Dukke min“ (deutsch Meine Puppe), 1967 widmete sie sich besonders das dem Menschen problematische Verhältnis zu Identität und Verantwortung.
Vermutlich inspiriert von ihren Erfahrungen in Äthiopien griff sie 1971 in "I Fortællinger omkring Tavs" (deutsch In Geschichten um die Stille) die Idee des primitiven Lebens als Heilmittel gegen die Entfremdung des modernen Menschen auf. Sie beschreibt die Bedeutung der Erziehung für die individuelle Selbstverwirklichung. Sie hat oft über Unterdrückung, Angst und soziale Not geschrieben, und alle ihre Werke enthalten tief engagierte Bezüge zum Lauf der Geschichte.
Viele ihrer Bücher wurden in andere Sprachen übersetzt. Das Buch „Hungerbarnet“ (deutsch Das Hungerkind) wurde im Jahr 2002 von Morten Køhlert unter dem deutschen Titel Tinke – Kleines starkes Mädchen, Originaltitel: „Ulvepigen Tinke“ (deutsch Wolfsmädchen Tinke), verfilmt. Beim Internationalen Kinderfilmfestival LUCAS 2002 erhielt dieser Film den Preis der Kinderjury sowie den Prix CIFEJ.

## Privatleben
Der Familienname "Bødker" stammt aus der Ehe mit Arne Bødker in der Zeit von 1953 bis 1974, mit dem sie die Töchter Dorete und Mette hatte. Während dieser Ehe adoptierten Cecil und ihr Mann auch die Kinder Tadjure und Madena. Im selben Jahr, in dem Cecil sich von Arne scheiden ließ, heiratete sie erneut den Bauern Hans Nissen Eskelund Frydendal. Cecil hatte fünf Brüder.
Sie starb im April 2020 im Alter von 93 Jahren.

## Bibliografie

### Bücher für Erwachsene
- Luseblomster, Gedichte (1954)
- Fygende heste. Gedichte (1956)
- Anadyomene, Gedichte (1959)
- Øjet, Novellen (1961), darunter Vædderen und Bogfinken
- Tilstanden Harley, Roman (1965)
- "Pap", Roman (1967)
- I vædderens tegn, Gedichte (1968)
- Timmerlis, Novellen (1969)
- Leoparden (1970)
- Døvens dør (1971)
- Vædderen (1963)
- Salthandlerskens hus (1972)
- En vrangmaske i vorherres strikketøj (1974)
- Barnet i sivkurven (1975)
- Da jorden forsvandt (1975)
- Den udvalgte (1977)
- En håndsræknig (1978)
- Flugten fra Farao (1980)
- Evas ekko (1980)
- Tænk på Jolande (1981)
- Indespærret (1981)
- Den lange vandring (1982)
- Syv år for Rakel (1982)
- Marias barn : drengen (1983)
- Marias barn : manden (1984)
- Ægget der voksede (1987)
- Hungerbarnet (1990)
- Men i hvert fald i live (1995)
- Fru Hilde (1996) (Men i hvert fald i live, nr. 2)
- Mens tid er (1997)
- Siffrine (2003)

### Kinderbücher

#### BuchserieSilas
Die Buchserie über den Draufgänger Silas umfasst 14 Bücher. Charakteristisch für diese Buchserie ist, dass sie ihre eigenen Bedingungen lebt und die Erwachsenen nur dann in ihr Leben lässt, wenn sie es verdient haben. Die Bücher gehörten zu den ersten auf Dänisch, die „das Recht des Kindes auf Mitbestimmung, den Respekt vor der Kompetenz des Kindes und die Anerkennung der analytischen Fähigkeiten des Kindes“ betonen.

##### Bände der Silas-Reihe
1. Silas og den sorte hoppe (1967) (deutsch Silas und die schwarze Stute)
2. Silas og Ben-Godik (1969)
3. Silas fanger et firspand (1972)
4. Silas stifter familie (1976)
5. Silas på Sebastiansbjerget (1977)
6. Silas og Hestekragen mødes igen (1978)
7. Silas møder Matti (1979)
8. Silas - livet i bjergbyen (1984)
9. Silas - de blå heste (1985)
10. Silas - Sebastians arv (1986)
11. Silas - ulverejsen (1988)
12. Silas - testamentet (1992)
13. Silas og flodrøverne (1998)
14. Silas - fortrøstningens tid (2001)

#### Jerutte
1. Jerutte (1975)
2. Jerutte redder Tom og Tinne (1975)
3. Jerutte og bjørnen fra Ræverød (1976)
4. Jerutte besøger Hundejens (1977)

#### Tavs
1. Fortælling omkring Tavs (1971)
2. Vandgården (1989)
3. Malvina (1990)

## Silas-Prisen
Cecil Bødker hat im Jahr 1999 den Silas-Prisen (deutsch Silas-Preis) ins Leben gerufen, benannt nach ihrer Kinderbuchreihe über den Jungen Silas. Der „Silas-Preis“ ist ein Literaturpreis, der alle zwei Jahre von Det Danske Akademi an einen bedeutenden Kinderbuchautor verliehen wird. Der Preis beinhaltet ein Preisgeld von 100.000 dänischen Kronen (heute ca. 13.500 Euro).

## Auszeichnungen
- 1961 Dänischer Kritikerpreis
- 1973 Literaturpreis Drachmannlegatet
- 1976 Hans Christian Andersen Preis (als Autorin)
- 1984 De Gyldne Laurbær
- 1987 Søren-Gyldendal-Preis
- 1998 Großer Preis der Dänischen Akademie